# 広島県道216号戸手停車場線
広島県道216号戸手停車場線（ひろしまけんどう216ごう とでていしゃじょうせん）は、広島県福山市を通る一般県道である。

## 概要
福山市新市町大字戸手を通る。

### 路線データ
- 起点：福山市新市町大字戸手（広島県道181号下御領新市線交点）
- 終点：福山市新市町大字戸手（国道486号交点）
- 総延長：0.3 km

## 歴史
- 1960年（昭和35年）10月10日 - 広島県告示第682号により広島県道87号戸手停車場線として認定される。
- 1972年（昭和47年）11月1日 - 広島県の路線番号再編により現行の路線番号に変更される。
- 2003年（平成15年）2月3日 - 福山市が芦品郡新市町を編入したことに伴い全区間が福山市域のみを通る路線になり、併せて起終点の地名表記が変更される（芦品郡新市町戸手→福山市新市町戸手）

## 路線状況
JR西日本福塩線 戸手駅の駅前広場の手前で折れるため、「戸手停車場線」と言いながら戸手駅前広場には一切入らない。
全般的に狭く、途中の大下踏切は大型車通行禁止になっている。終点で接続する国道486号は上下4車線化され、なおかつ交通量が多いのに信号機がないため日中の井原方面からの本路線への右折進入および本路線から府中方面への右折は注意を要する。

## 地理

### 通過する自治体
- 福山市

### 交差する道路
| 交差する道路              | 交差する場所   | 交差する場所 |
| ------------------------- | -------------- | ------------ |
| 広島県道181号下御領新市線 | 新市町大字戸手 | 起点         |
| 国道486号                 | 新市町大字戸手 | 終点         |

### 交差する鉄道
- 福塩線

### 沿線
- JR西日本福塩線 戸手駅